# 山崎安一郎
山崎 安一郎（やまざき やすいちろう、1904年2月28日 - 没年月日不明）は日本の撮影監督。
東京府出身。日大商工中退。1926年、日活京都撮影所入所。1934年、日活多摩川撮影所に転じ、1942年、併合により大映に移籍。1954年、日活の製作開始により復帰。

## 主な作品
- 1963年　「遊侠無頼」「腰抜けガン・ファイター」
- 1962年　「ポンコツおやじ」「車掌物語　旅は道づれ」「英語に弱い男　東は東西は西」「花の歳月」
- 1961年　「街に気球があがる時」「セールスマン物語　男にゃ男の夢がある」「青い狩人」「東京ドドンパ娘」
- 1960年　「美しき別れの歌」「善人残酷物語」「金語楼の俺は殺し屋だ！」「浅草姉妹」「闇に光る眼（1960）」「傷だらけの掟」
- 1959年　「青春蛮歌」「夜霧に消えたチャコ」「東京ロマンス・ウェイ」「単車で飛ばそう」
- 1958年　「東京午前三時」「海女の岩礁」「大阪娘と野郎ども」「美しき不良少女」「フランキー・ブーチャンの殴り込み落下傘部隊」
- 1957年　「高校四年」「フランキー・ブーチャンの続あゝ軍艦旗 女護が島奮戦記」
- 1956年　「若ノ花物語　土俵の鬼」「若いお巡りさん」「むすめ巡礼 流れの花」「乙女心の十三夜」「地獄の波止場」
- 1955年　「力道山物語 怒涛の男」「月がとっても青いから」「うちのおばあちゃん」「スラバヤ殿下」
- 1954年　「初姿丑松格子」「春琴物語」「かくて自由の鐘は鳴る　福沢諭吉傳」
- 1953年　「春雪の門」「続十代の性典」「怒れ三平」
- 1952年　「美女と盗賊」
- 1951年　「母子船」「牝犬」
- 1950年　「密林の女豹」「妻も恋す」
- 1949年　「愛染草（1949）」「満月」「嵐の中の姉妹」
- 1948年　「死美人事件」「母（1948）」
- 1946年　「修道院の花嫁」
- 1944年　「雛鷲の母」
- 1941年　「母系家族」
- 1938年　「アパート交響楽」
- 1934年　「花嫁日記」※撮影補助
- 1933年　「青春の唄」